# 마조리카
마조리카는 꼬마 마법사 레미 1기부터 마법당을 관리하는 마녀이다. 1기 1화에서 레미가 마녀라는 정체를 알기 전까지는 마녀 개구리 상태는 아니었지만, 1화 내용 중 '마녀는 코가 길고, 장갑을 끼고 있으며, 어린이를 싫어한다.'는 책 내용과 맞아 떨어져 레미에게 마녀라는 정체를 들키고 마녀 개구리가 된다. 마법력은 굉장한 듯 하며 도레미 일행이 다른 사람이나 동물(혹은 곤충)으로 변신해있어도 쉽게 풀어낼 정도. 도레미와 그 일행 들의 잦은 실수에 화를 자주내지만 그들을 이해하고 아끼는 마음이 있는 것 같다. 그녀의 부모는 마죠 리리카.

## 같이 보기
- 꼬마마법사 레미
- 꼬마마법사 레미 샵
- 꼬마마법사 레미 포르테
- 꼬마마법사 레미 비바체
- 꼬마마법사 레미 비밀편
- 꼬마마법사 레미의 등장인물
- 도레미
- 장메이
- 유사랑
- 진보라
- 나모모
- 도또미